# Sammy Duvall
Pour les articles homonymes, voir Duvall.
Sammy Duvall est un skieur nautique professionnel américain qui a dominé la scène mondiale de ce sport durant les années 1980.

## Carrière (1979-1998)
Après avoir commencé à skier à l’âge de 4 ans avec ses parents, Diane et Sam Duvall, dans les environs de sa ville natale de Greenville, en Caroline du Sud, Sammy effectue sa première compétition en 1969, à l'âge de 6 ans, ce qui marquera le début d’une illustre carrière.
Il sera classé numéro 1 mondial dans la catégorie Saut ou Combiné de 1979 à 1994, soit 17 saisons consécutives, et devient 6 fois détenteur du record du monde de saut. Lors de son premier record, établi en juillet 1988, il se pose à 65,50 m. En comparaison, son sixième et dernier record dans cette discipline sera établi en 1993 avec un saut de 67 m, soit une progression de près de 1,5 m par rapport à sa performance de 1988.
Vainqueur de 13 titres de champion national et de 7 victoires lors des Moomba Masters, Sammy Duvall a également été sacré 8 fois champion de la saison lors du Pro Water Ski Tour américain, a remporté à 2 reprises le World Tournament en saut et dans l’ensemble de sa carrière plus de 80 titres.
Sammy Duvall sut également s’imposer au sein de l’équipe nationale américaine de ski nautique entre 1979 et 1987. C’est dans ce cadre qu’il acquiert une notoriété sur la scène mondiale du ski nautique, en devenant 4 fois champion du monde du combiné, conservant ainsi son titre pendant 8 ans.

## Retraite (1998 - )
Sammy Duvall prend sa retraite en 1998, à l’âge de 38 ans, mais reste dans le milieu du ski nautique et du sport de haut-niveau, en fondant le Sammy Duvall's Water Sports Center, attenant au Walt Disney World Resort. Il est également propriétaire d’un magasin spécialisé dans les articles de sports nautiques, nommé "In the Wake" et situé à Windermere en Floride.

## Distinctions et reconnaissance du monde du ski nautique
Depuis 1997, la marque de bateaux de ski nautique Mastercraft édite certaines de ses meilleures ventes, et les commercialise sous une édition spéciale "Sammy Duvall Signature". Hormis la présence d’autographes du champion sur diverses parties du bateau (volant, carrosserie), et la possibilité d’un habillage de la carrosserie « bronze/argent/or » aux reflets pailletés brillants lors des premières éditions, ces versions ne contiennent généralement que peu de différences avec les versions originales.
En 2001, il entre dans le « Hall of Fame » de l’ISWF, la fédération internationale de ski nautique, au vu de sa carrière exceptionnelle et de ses actions en faveur du ski nautique.